# Robert McElroy
Robert Walter McElroy (né le 5 février 1954) est un prélat américain de l'Église catholique, archevêque de Washington depuis le 6 janvier 2025. Il a été éduqué par les Sulpiciens au Saint Joseph High School Seminary et au Saint Patrick Seminary de Californie et a été ordonné prêtre pour l'archidiocèse de San Francisco en 1980. Il a ensuite reçu des diplômes avancés en théologie d'institutions jésuites pour lesquels il a écrit des articles dans America, la revue officielle de la Compagnie de Jésus aux États-Unis.

## Biographie
McElroy est né dans une famille catholique à San Francisco, en Californie, le 5 février 1954. Il est l'un des cinq enfants de Walter et Roberta McElroy. Il a grandi dans le Comté de San Mateo. Il a obtenu un Bachelor of Arts en histoire de l'université Harvard en 1975 et une maîtrise en histoire américaine de l'université Stanford en 1976.
En 1979, McElroy est diplômé du St. Patrick's Seminary de Menlo Park, en Californie, où il a obtenu un master en divinité. En 1985, il a obtient un diplôme licence en théologie de l'École jésuite de l'université de Santa Clara à Berkeley, en Californie, avec une thèse intitulée « Liberté pour la foi : John Courtney Murray et la question constitutionnelle, 1942-1954 ». En 1986, il a obtenu un doctorat en théologie morale de l' Université pontificale grégorienne de Rome, avec une thèse intitulée « John Courtney Murray and the Secular Crisis: Foundations for an American Catholic Public Theology », ainsi qu'un doctorat en sciences politiques de l'Université Stanford en 1989 avec une thèse intitulée : « Morality and American Foreign Policy: The Role of Moral Norms in International Affairs ».
Le 12 avril 1980, McElroy a été ordonné prêtre par l'archevêque John Raphael Quinn à la cathédrale Sainte Marie pour l'archidiocèse de San Francisco. Il est ensuite affecté à l'église St. Cecilia à San Francisco, en Californie. De 1982 à 1985, McElroy a été secrétaire de l'archevêque John Quinn.
De 1989 à 1995, il a été vicaire paroissial de la paroisse Saint-Pie de Redwood City. De 1997 à 2010, McElroy a été pasteur de l'église St. Gregory à San Mateo, en Californie.
En tant que prêtre, McElroy est l'auteur de The Search for an American Public Theology: The Contribution of John Courtney Murray (Paulist Press, 1989) et Morality and American Foreign Policy: The Role of Ethics in International Affairs (Princeton University Press, 1992). Il a écrit quatre articles pour le magazine jésuite America.
En 2005, il a publié un essai sur le refus de l'Eucharistie aux fonctionnaires en raison de leurs positions politiques. Il a critiqué ceux qui adoptent ce qu'il a appelé la « position des sanctions » pour un manque de « sollicitude pastorale », a noté l'élargissement des motifs de sanctions allant de l'avortement à l' euthanasie et à d'autres questions par un diocèse ou un autre, a remis en question le manque de clarté quant à ce comportement qui pousse à des sanctions, et a cité les occasions où le pape Jean-Paul II a distribué l' Eucharistie aux dirigeants politiques favorables à la légalisation de l'avortement. Il a proposé que la «théologie du scandale» traditionnelle de l'Église soit invoquée plutôt que d'employer la pratique eucharistique comme moyen de discipline. Il a averti que l'imposition de sanctions à des individus nuit à l'Église en semblant coercitive, renforce l'argument des partisans de l'avortement selon lequel l'Église tente d'imposer ses croyances religieuses à la société dans son ensemble, minimise l'ampleur de l'agenda social de l'Église et tend à une « église en tant qu'acteur partisan dans le système politique américain ».
Il a enseigné l'éthique au Saint Patrick's Seminary and University et a été professeur invité d'éthique sociale à l'Université de San Francisco à l'automne 2008.

### Évêque auxiliaire de San Francisco
Le 6 juillet 2010, McElroy a été nommé évêque auxiliaire de San Francisco et évêque titulaire de Arabissus (de) par le pape Benoît XVI. Le 7 septembre 2010, McElroy a reçu sa consécration épiscopale de l'archevêque George Niederauer de San Francisco, avec l'archevêque émérite John Raphael Quinn de San Francisco et l'évêque John Charles Wester (en) de Salt Lake City en tant que co-consécrateurs. En tant qu'évêque auxiliaire, McElroy était le vicaire archidiocésain pour la vie paroissiale et le développement.
Écrivant dans la revue America en 2014, il a soutenu l'accent mis par le pape François sur l'inégalité dans l'enseignement social catholique.
Ce point de vue n'a pas été bien accueilli par de nombreux catholiques américains, qui ont critiqué sa déclaration comme étant radicale, simpliste et déroutante. Cette rebuffade contraste fortement avec l'accueil par ailleurs enthousiaste que le nouveau pape a rencontré aux États-Unis. Dès le moment de son élection, le pape François a capté l'attention du peuple américain avec son message et sa manière, même s'il nous a tous mis au défi de renouveler et de réformer en profondeur nos vies. Les Américains prennent courage dans l'appel du pape à construire une culture ecclésiastique qui rejette le jugement; ils applaudissent les réformes structurelles au Vatican; et ils admirent la focalisation continue de François sur les besoins pastoraux des hommes et des femmes ordinaires.

### Évêque de San Diego
Le 3 mars 2015, McElroy a été nommé sixième évêque de San Diego par le pape François , succédant à feu l'évêque Cirilo Flores. Le diocèse dessert environ un million de catholiques dans les comtés de San Diego et Imperial. Son installation a eu lieu le 15 avril 2015 à l'église catholique Sainte Thérèse of Carmel.
McElroy est largement considéré comme un partisan des politiques progressistes du pape François. Il a écrit fréquemment et abondamment sur l'inégalité sociale et la mission de justice sociale de l'Église. Lors de sa première apparition publique à San Diego, il s'est engagé à défendre la cause des sans-abri, à soutenir une réforme globale de l'immigration et à interdire à quiconque a abusé des mineurs de servir dans le clergé ou d'autres emplois dans le diocèse.
Lors d'une discussion sur la formation du document de 2015 « Forming Consciences for Faithful Citizenship » par la Conférence des évêques catholiques des États-Unis (USCCB), McElroy a fait valoir que le document se concentrait excessivement sur l'avortement et l'euthanasie . Il a déclaré qu'«à côté des questions de l'avortement et de l'euthanasie, qui sont des questions centrales dans notre effort pour transformer ce monde, la pauvreté et la dégradation de la terre sont également centrales. Mais ce document s'en tient à la structure de la vision du monde de 2007. Il penche en faveur de l'avortement et de l'euthanasie et exclut la pauvreté et l'environnement." Il a appelé à sa suppression totale. Ses commentaires auraient visiblement irrité le cardinal Daniel DiNardo, qui était alors vice-président de l'USCCB et qui en est devenu plus tard le président. Dans un discours prononcé le 17 février 2016, McElroy a appelé les catholiques « à reconnaître et à affronter l'horrible vague de sectarisme anti-islamique » aux États-Unis. Il a qualifié de "mensonges répétés" les affirmations selon lesquelles l'islam est une religion violente et a comparé ces allégations à l'anti-catholicisme du XIXe siècle en Amérique.
McElroy est actuellement vice-président de la Conférence catholique de Californie et siège à l'USCCB au comité administratif, au comité œcuménique, au comité de la justice intérieure et au comité des affaires internationales.
En 2017, il a prêché lors des funérailles de l'archevêque John R. Quinn de San Francisco.
McElroy, comme la plupart des membres de la hiérarchie de l'Église, y compris le pape François et l'USCCB, s'est opposé aux projets du président américain Donald Trump de construire un mur le long de la frontière entre le Mexique et les États-Unis pour limiter l'immigration illégale. En mars 2018, Trump s'est rendu en Californie pour voir les prototypes du mur. Après la visite, McElroy a déclaré : « C'est un jour triste pour notre pays lorsque nous échangeons le symbolisme majestueux et plein d'espoir de la statue de la Liberté contre un mur inefficace et grotesque, qui affiche et enflamme à la fois les divisions ethniques et culturelles qui ont longtemps été la face cachée de notre histoire nationale.» 
Lors d'une réunion en 2018, McElroy a été interrogé par plusieurs catholiques laïcs sur un homme ouvertement gay, Aaron Bianco, qui travaillait à la paroisse Saint John the Evangelist. En réponse à l'une de leurs questions, McElroy a déclaré : « Si l'Église éliminait tous les employés qui ne vivent pas les enseignements de l'Église dans sa plénitude, nous n'emploierions que des anges ».
En 2020, 3 semaines avant l'élection présidentielle américaine, McElroy a critiqué ceux qui remettent en question la foi catholique personnelle de Joe Biden sur la base de ses positions sur l'avortement, qualifiant « le déni public de l'identité des candidats en tant que catholiques en raison d'une position politique spécifique qu'ils ont prise » comme « une agression contre le sens de ce que c'est d'être Catholique ». McElroy a déclaré que bien que les actes d'avortement soient intrinsèquement mauvais, la législation à ce sujet est une question de jugement prudentiel, bien qu'il ait noté que l'engagement à réduire le nombre d'avortements qui se produisent « a été éviscéré au sein du Parti démocrate dans une capitulation aux notions de vie privée qui bloquent simplement l'identité humaine et les droits des enfants à naître. » McElroy a déclaré que l'identité catholique ne repose pas sur une seule position politique.

### Cardinal
Conformément à ce qu'il avait annoncé le 29 mai 2022, le pape François a promu Robert McElroy au cardinalat lors du consistoire du 27 août 2022. Cette annonce avait suscité des tensions au sein de son diocèse.
Le 6 janvier 2025, il est nommé archevêque de Washington,.

## Succession apostolique
Robert McElroy a ordonné les évêques suivants :
- Évêque John P. Dolan (en) (2017)
- Évêque Ramon Bejarano (en) (2020)
- Évêque Michael Pham (en) (2023)
- Évêque Felipe Pulido (en) (2023)